# 최병현
최병현은 대한민국의 전직 스타크래프트 II 프로게이머이다. YoDa라는 아이디를 사용하며, 종족은 테란이다.
2010년 하반기 드래프트에서 하이트 엔투스(현 CJ 엔투스)의 2차 지명으로 입단하였다.
2011년 6월 은퇴가 발표되었으며 이후 LG-IM에 입단하여 스타크래프트 II 프로게이머로 활동중이다.
2013년 12월 31일 IM과 결별했다.
2014년 8월 27일 TCM-Gaming에 입단했다.
2014년 12월 11일부로 TCM-Gaming에서 탈퇴하고 국내팀인 PRIME에 입단하였다.

## 수상 경력

### 스타크래프트
- 2009 엘리트학생복 스쿨리그 입상

### 스타크래프트 II
- 2011 PEPSI 글로벌 스타크래프트 II 리그 July Code A 16강
- 2011 PEPSI 글로벌 스타크래프트 II 리그 Aug. Code A 8강
- 2011 소니 에릭슨 글로벌 스타크래프트 II 리그 Oct. Code A 32강
- 2012 무슈제이 2012 글로벌 스타크래프트 II 리그 시즌 3 Code A 12강
- 2012 핫식스 2012 글로벌 스타크래프트 II 리그 시즌 4 Code S 32강
- 2012 핫식스 2012 글로벌 스타크래프트 II 리그 시즌 5 Code S 16강
- 2012 IPL 5 17-24th
- 2013 핫식스 2013 글로벌 스타크래프트 II 리그 시즌 1 Code S 32강
- 2013 IEM Season VII - World Championship 우승
- GeForce E-Sports 2013 우승
- 2013 WCS 코리아 2013 시즌 1 망고식스 글로벌 스타크래프트 II 리그 시즌 2 Code S 16강
- 2013 WCS Korea Season 1 챌린저리그 24강
- 2013 WCS 코리아 시즌 2 챌린저리그 32강
- 2013 WCS 코리아 시즌 3 챌린저리그 32강
- 2014 DreamHack Open: Bucharest 32강
- 2014 HomeStory Cup IX 32강
- 2014 WCS 유럽 시즌 2 프리미어리그 16강
- 2014 DreamHack Open: Summer 16강
- 2014 DreamHack Open: Valencia 16강
- IEM Season IX - Toronto 8강
- 2014 DreamHack Open: Moscow 16강
- 2014 DreamHack Open: Stockholm 32강
- 2014 WCS 유럽 시즌 3 프리미어리그 준우승 (vs 문성원 2:4)
- MSI Beat IT 2014 4위
- HomeStory Cup X 16강
- 2015 글로벌 스타크래프트 II 리그 시즌 1 코드 S 16강
- 2015 스베누 글로벌 스타크래프트 II 리그 시즌 2 코드 S 32강
- 2015 핫식스 글로벌 스타크래프트 II 리그 시즌 3 코드 A 48강